# چغک علفی کوبایی
چغک علفی کوبایی (نام علمی: Tiaris canorus) نام یک گونه از تیره زردپره‌ایان است.